# Aristaea thalassias
Aristaea thalassias là một loài bướm đêm thuộc họ Gracillariidae. Nó được tìm thấy ở New South Wales, Victoria và Queensland và đã du nhập vào Nam Phi từ việccủa cây mía Úc.
Ấu trùng ăn Agonis flexuosa và Leptospermum laevigatum. Chúng có thể ăn lá nơi chúng làm tổ.